# Mulundu

Départements de l’Ogooué-Lolo. Le Mulundu est en orange.

Le Mulundu est un département du Gabon, situé dans la province de l'Ogooué-Lolo. Sa superficie est de 13 650 km2, soit environ la moitié de la superficie de la province.
Son chef-lieu est Lastoursville.
Le département de Mulundu est situé sur la rive gauche de l'Ogooué et couvert par les monts Wanji qui atteignent une altitude de 700 à 800 m et sont issus des montagnes Batsangui.
Ces montagnes seront débaptisées par les compagnons de la « Mission Brazza » (1905) et deviendront le Massif du Chaillu, du nom de l'explorateur français d'origine algérienne, Paul Belloni Du Chaillu, qui séjourna dans cette province.
Les études effectuées sur le réseau hydrographique du département de Mulundu ont permis de constater que la majorité des cours d'eau ont servi de points de passage très importants aux explorateurs et de lieux de rencontre aux différents peuples de la région. Le fleuve Ogooué traverse le département de Mulundu sur plus de 160 km suivant une direction Sud-Est—Nord-Ouest et demeure navigable jusqu'à Ndjolé.